# HC Bolzano
HC Bolzano (tyska: HC Bozen), även kallade Foxes, är en italiensk ishockeyklubb från Bolzano i Sydtyrolen, som sedan 2013 spelar i österrikiska ishockeyligan under namnet HCB Südtirol. Innan dess spelade laget i den italienska Serie A, där man blev italienska mästare 19 gånger. HC Bolzano vann mästerskapet i den österrikiska ligan 2013/2014 efter att ha besegrat EC Red Bull Salzburg i finalen. Klubben bildades 1933.